# فاطمة مير
فاطمة مير (بالإنجليزية: Fatima Meer)‏ (12 أغسطس 1928 - 12 مارس 2010)؛ ولدت في ديربان بـ جنوب أفريقيا كانت كاتبة السيناريو، وناشطة بارزة في مكافحة الفصل العنصري، وأيضا ناشطة سياسية.
ولدت في ديربان لأسرة الهندية مسلمة وكان والدها رئيس تحرير لإحدى الصحائف الهندية بـ جنوب أفريقيا وأكملت دراستها في بلدتها الأم ديربان ودخلت في العديد من جامعات منها جامعة ناتال حيث أكملت فيها درجة الماجستير في علم الاجتماع.
كتبت عدة كتب منها كتاب «أسمى من الأمل» الذي يعد السيرة الذاتية الرسمية لـ«نيلسون مانديلا» وترجم حوالي إلى 9 إلى 13 لغة حول العالم.

## الناشط السياسي
بدأ نشاطها السياسي عام 1946 حيث شاركت ككثير من الهنود جنوب أفريقيا في مقاومات ضد الفصل العنصري وساعدت مير على إنشاء تحالف نساء ديربان وحرصت على أن يجمع فيه فصائل ديربان من الهنود والأفارقة نتيجة لأعمال شغب التي حصلت في ذلك الوقت.
وفي عام 1948 وصلت إلى حزب الوطني الأفريقي لتنفيذ سياستها ضد الفصل العنصري وأصبحت من أبرز المؤسسين لاتحاد نساء جنوب أفريقيا التي قادت مسيرة للمرأة أمام مبنى الاتحاد في 9 أغسطس 1956 في 1952 حظرت مير من نشاطها الحكومة وتم حظر الحزب في فترة وجيزة.
في الستينيات، قامت بتنظيم وقفات احتجاجية على الاعتقال الجماعي للنشطاء ضد الفصل العنصري دون محاكمة، وخلال السبعينيات حظرت مرة أخرى واعتقلت في وقت لاحق دون محاكمة لمحاولتها تنظيم تجمع سياسي مع حركة الوعي الأسود بقيادة ستيف بيكو، نجت بأعجوبة من محاولة اغتيال بعد وقت قصير من إطلاق سراحها من السجن في عام 1976 عندما أطلقت عليها النار في منزل عائلتها في ديربان، لكن لحسن الحظ لم تتضرر وغادرت إلى المنفى مع ابنها راشد في العام نفسه، تعرضت للهجوم مرة أخرى وألقى باللوم خلال الهجوم الثاني على حركة الوعي الأسود.
توفيت فاطمة مير في 12 مارس 2010 في مشفى القديس أوغسطين في بلدتها الأم ديربان عن عمر يناهز 82 عاماً من سكتة دماغية تعرضت عليها قبل أسبوعين من وفاتها، كانت إحدى المقربين من مانديلا وزوجته الثانية ويني ماديكيزيلا مانديلا حيث أنه أول عمل قام به أثناء الإفراج عنه من السجن هو زيارتها.

## وصلات خارجية
- وثائقي عن فاطمة مير من إنتاج الجزيرة الوثائقية ضمن برنامج قصة بشر..
- الجزيرة الوثائقية - قصة بشر - فاطمة مير.
- فاطمة مير في السعودية عام 1999.